# Laguna Vista
Laguna Vista est une ville située à l'est du comté de Cameron, et au nord-est de la ville de Brownsville, au Texas, aux États-Unis,. La ville est incorporée en 1958.

## Démographie
Lors du recensement de 2010, la ville comptait une population de 3 117 habitants. Elle est estimée, le 1er juillet 2019, à 3 750 habitants.

### Source de la traduction
- (en) Cet article est partiellement ou en totalité issu de l’article de Wikipédia en anglais intitulé « Laguna Vista, Texas » (voir la liste des auteurs).